# Superficie de energía potencial

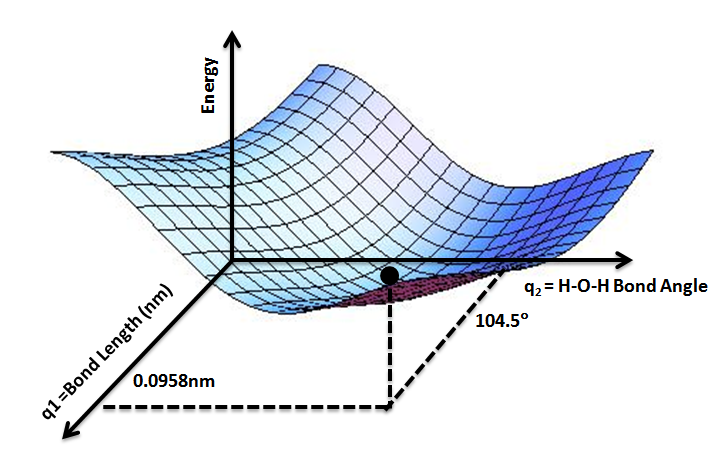
Superficie de energía potencial para una molécula de agua: muestra el mínimo de energía correspondiente a la estructura molecular optimizada del agua - longitud de enlace O-H de 0,0958 nm y ángulo de enlace H-O-H de 104,5°

Una superficie de energía potencial describe la energía de un sistema, principalmente de un conjunto de átomos, en función de ciertos parámetros, normalmente las posiciones de los átomos. La superficie puede definir la energía como una función de una o más coordenadas; si solo hay una coordenada, la superficie se llama curva de energía potencial o perfil de energía. Un ejemplo es el potencial de Morse.
Es útil usar la analogía de una cordillera: para un sistema con dos grados de libertad (por ejemplo, dos longitudes de enlace), el valor de la energía (analogía: el pico de una montaña) es una función de dos longitudes de enlace (analogía: las coordenadas de la posición en el suelo).
El concepto de superficie de energía potencial tiene aplicaciones en campos como la química teórica o la física teórica. Se puede usar para explorar teóricamente las propiedades de estructuras compuestas por átomos, por ejemplo calculando velocidades de reacción.

## Definición matemática y computación
La geometría molecular se puede describir con un vector {\displaystyle \mathbf {r} } que determina las posiciones de los átomos. El vector {\displaystyle \mathbf {r} } puede ser el conjunto de coordenadas cartesianas de los átomos, o también puede ser el conjunto de distancias y ángulos interatómicos.
Dado el vector {\displaystyle \mathbf {r} }, la energía en función de las posiciones {\displaystyle E(\mathbf {r} )}, es el valor de {\displaystyle E(\mathbf {r} )} para todas las posiciones {\displaystyle \mathbf {r} } de interés. Usando la analogía de la cordillera, {\displaystyle E} corresponde con la altura de una montaña en una cordillera de energía.
Para estudiar una reacción química utilizando la superficie de energía potencial en función de las posiciones atómicas, es necesario calcular la energía para cada disposición atómica de interés.
Para sistemas químicos muy simples o cuando se hacen aproximaciones simplificadoras sobre interacciones interatómicas, algunas veces es posible usar una expresión derivada analíticamente para la energía en función de las posiciones atómicas. Un ejemplo es el potencial London-Eyring-Polanyi-Sato para el sistema H + H2 en función de las tres distancias H-H.

## Historia
El concepto de una superficie de energía potencial para reacciones químicas lo sugirió por primera vez el químico físico francés René Marcelin en 1913. El primer cálculo semiempírico de una superficie de energía potencial fue propuesto para la reacción H + H2 por Henry Eyring y Michael Polanyi en 1931. Eyring usó superficies de energía potencial para calcular las constantes de velocidad de reacción en la teoría del estado de transición en 1935.